# Saverio De Bellis
(Saverio De Bellis, Testamento olografo del 20 giugno 1916.)
Saverio De Bellis (Castellana, 1833 – Castellana, 29 aprile 1918) è stato un imprenditore italiano, pioniere dell'industria in Puglia e tra i primi Cavalieri al Merito della Corona d'Italia nominati da Vittorio Emanuele III e successivamente Cavaliere al Merito del Lavoro.

## Biografia

### Le origini
Figlio di Giuseppe, Saverio discende dalla famiglia de Bellis di Bari. Il Miles NICOLAUS Bellus, citato nel 1282 quale nobile milite nel periodo angioino e appartenente a famiglia di cavalieri che combatterono alle crociate di Gerusalemme.
I discendenti di Nicolaus, in particolare i figli di Bello de Bello (Bello figlio di Bello) nel 1470 si diramarono in Casamassima, Rutigliano e Castellana per aver acquistato ed ereditato grandi tenute terriere in Terra di Bari e in Terra d'Otranto.
Nel corso degli anni Saverio de Bellis godette della benevolenza di Antonio Sgobba, all'epoca Sindaco della cittadina di Castellana. La famiglia de Bellis acquisì dalla famiglia Sgobba la proprietà del castello di Santo Stefano, detto anche Abbazia di Santo Stefano, importante fortificazione costiera posta all'esterno della città di Monopoli.  

### La prima impresa di Saverio De Bellis
L'anno della prima impresa fu il 1850. Saverio De Bellis, all'età di soli 17 anni, impiantò un frantoio oleario per la macinazione delle olive nei locali che un tempo furono dei monaci Paolotti.
Grazie ad una donazione di 1 000 lire ad opera del padre, acquistò i primi macchinari. L'impresa andò bene sin da subito. Con i primi introiti costruì negli stessi locali un nuovo impianto e poté sperimentare, per la prima volta in provincia di Bari, la macinazione dei sedimenti dei vini, ricavandone acido tartarico. Quest'ultimo esperimento fruttò ancor più della macinazione di olive, lanciando il De Bellis nel mondo della trasformazione e del commercio.

### La tessitoria ed i primi contatti con l'estero

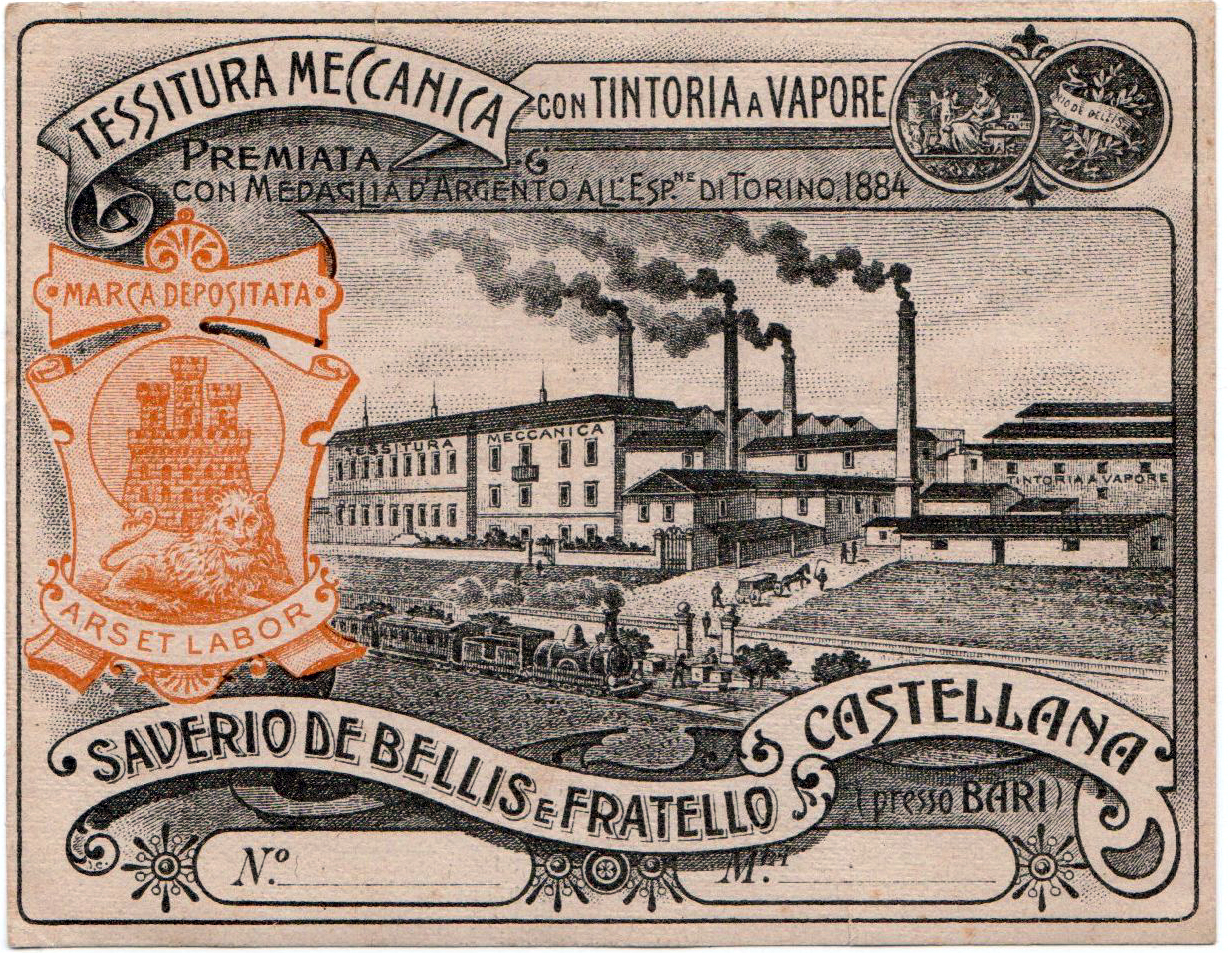
Cartolina promozionale della Tessitoria De Bellis sita in Largo Porta Grande a Castellana Grotte (BA)

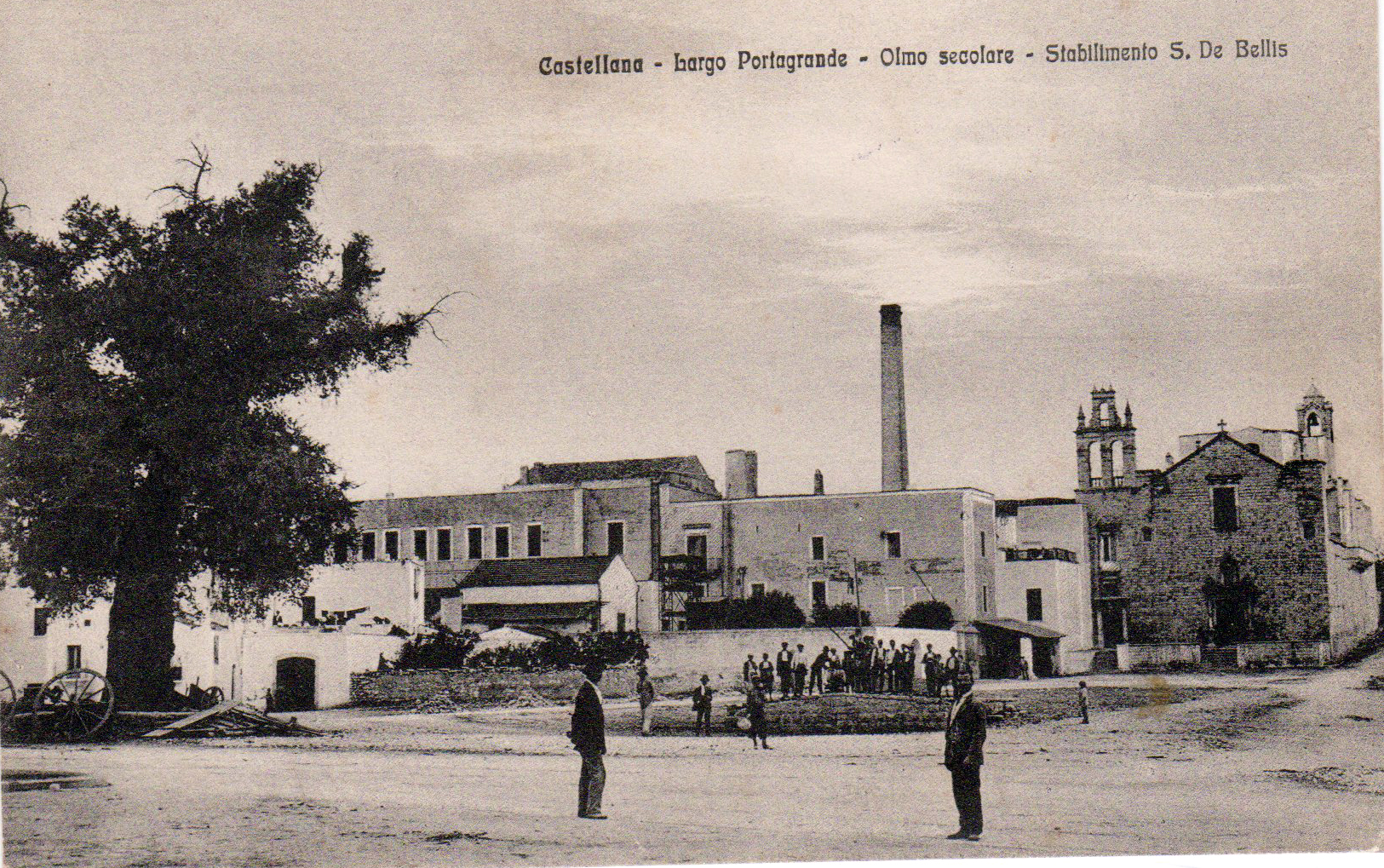
Foto originale Tessitoria De Bellis sita in Largo Porta Grande a Castellana Grotte (BA)

Dai guadagni generati dalla sua prima impresa decise, dopo pochissimo tempo, di diversificare il settore merceologico dedicandosi alla tessitura. Con un modesto investimento acquistò, nel 1851, circa dieci telai a mano per la lavorazione dei tessuti locali. Nel giro di soli due anni i telai divennero trecento. Contemporaneamente costruì un grande locale in Largo Porta Grande adibendolo a tintoria della tessitura. Con le sue tre fabbriche riuscì ad impiegare, nelle diverse lavorazioni, circa quattrocento operai locali, numero che nel giro di qualche anno aumentò ancora. Riuscì ad intraprendere in quegli anni anche relazioni con l'estero, Infatti i suoi filati arrivarono oltremanica, ed in particolare a Manchester e a Liverpool.

### La svolta, il primo molino a vapore di Puglia e l'industria tessile
Il De Bellis ebbe modo di leggere il celebre libro “Chi si aiuta Dio l'aiuta” di Samuel Smiles, che nel 1865 era famoso e diffuso grazie alle traduzioni in italiano. Di quello scritto Saverio De Bellis ne fece una ragion di vita.
(Saverio De Bellis, Castellana - 26/09/1908, lettera all’'norevole Baccelli, Ministro di Agricoltura, industria e commercio.)
Con quello spirito, nel 1866 si recò a Napoli per osservare da vicino un molino a vapore in movimento. L'intento era quello di carpirne i segreti e di esportare l'idea nella sua Castellana. Dopo solo sei mesi, nel 1867, fu inaugurato nell'ex convento dei Paolotti il primo molino a vapore di tutta la Puglia.
Grazie a questa sua prima impresa industriale, maturò l'idea di convertire i telai per la tessitura in suo possesso in telai meccanici a vapore.
Nel 1869, giunto il diniego da parte di alcuni suoi corrispondenti dell'Italia settentrionale e della Svizzera di poter visitare le fabbriche tessili meccaniche, convinse il fratello più giovane Nicola, che si trovava a Napoli dove esercitava la professione di avvocato, ad intraprendere un viaggio verso Francia ed Inghilterra. La scelta di coinvolgere il fratello scaturì soprattutto dal fatto che Nicola De Bellis aveva a lungo soggiornato a Parigi e a Londra. Aveva quindi un'ottima conoscenza delle lingue.
Il viaggio li portò prima in Svizzera e Francia, poi in Inghilterra. Fu proprio qui che, grazie ad un corrispondente della Ditta De Bellis, Jean Jukter Felber, ingegnere meccanico, i due furono ammessi a visitare, per soli dieci minuti e tramite il pagamento di dieci sterline, una fabbrica tessile di Manchester. Quei pochi minuti furono sufficienti a Saverio De Bellis per intuire il funzionamento delle macchine e per decidere di impiantare una nuova fabbrica con 150 telai alimentati a vapore.
Nel 1884 le stoffe della Ditta De Bellis furono esposte alla mostra internazionale di Torino dove ottennero la medaglia d'oro.

### L'industria Enologica e la fondazione di una borgata: "Villanova"
Giunto all'apice della sua carriera imprenditoriale, Saverio De Bellis fu colto da un esaurimento nervoso. Sotto consiglio del dottor Salvatore Tommasi di Napoli, si concesse un periodo di assoluto riposo. La voglia di aria fresca e di sole lo portò ad abbandonare per qualche tempo le sue macchine. Acquistò nel 1878 nelle campagne tra Polignano a Mare e Castellana una tenuta di 165 ettari nella contrada “Pozzo Triggiano”.
Molto rapidamente bonificò l'intera area, impiantando vitigni misti e costruendo il primo grande stabilimento automatico a vapore per la lavorazione e la manifattura delle uve e dei vini della Provincia di Bari, con annesso impianto di trasformazione dei sedimenti delle uve in acido tartarico e spirito di grappa.
Lo stabilimento, che fu inaugurato nel settembre del 1880, conseguì rapidamente diversi successi, portando la vendita dei suoi lavorati anche in Europa e nelle Americhe. La gestione dello stesso fu affidata in seguito al figlio primogenito di Saverio, Giuseppe. Di lì il nome della fabbrica: “Industria enologica e frigorifera G. De Bellis di Sav.”.
Intorno allo stabilimento, che impiegava all'epoca circa 400 operai stagionali e 35 stabili, nacque per volontà di Saverio De Bellis una borgata “Villanova De Bellis” (oggi Triggianello) con tutti i servizi, chiesa, spaccio e ufficio postale.

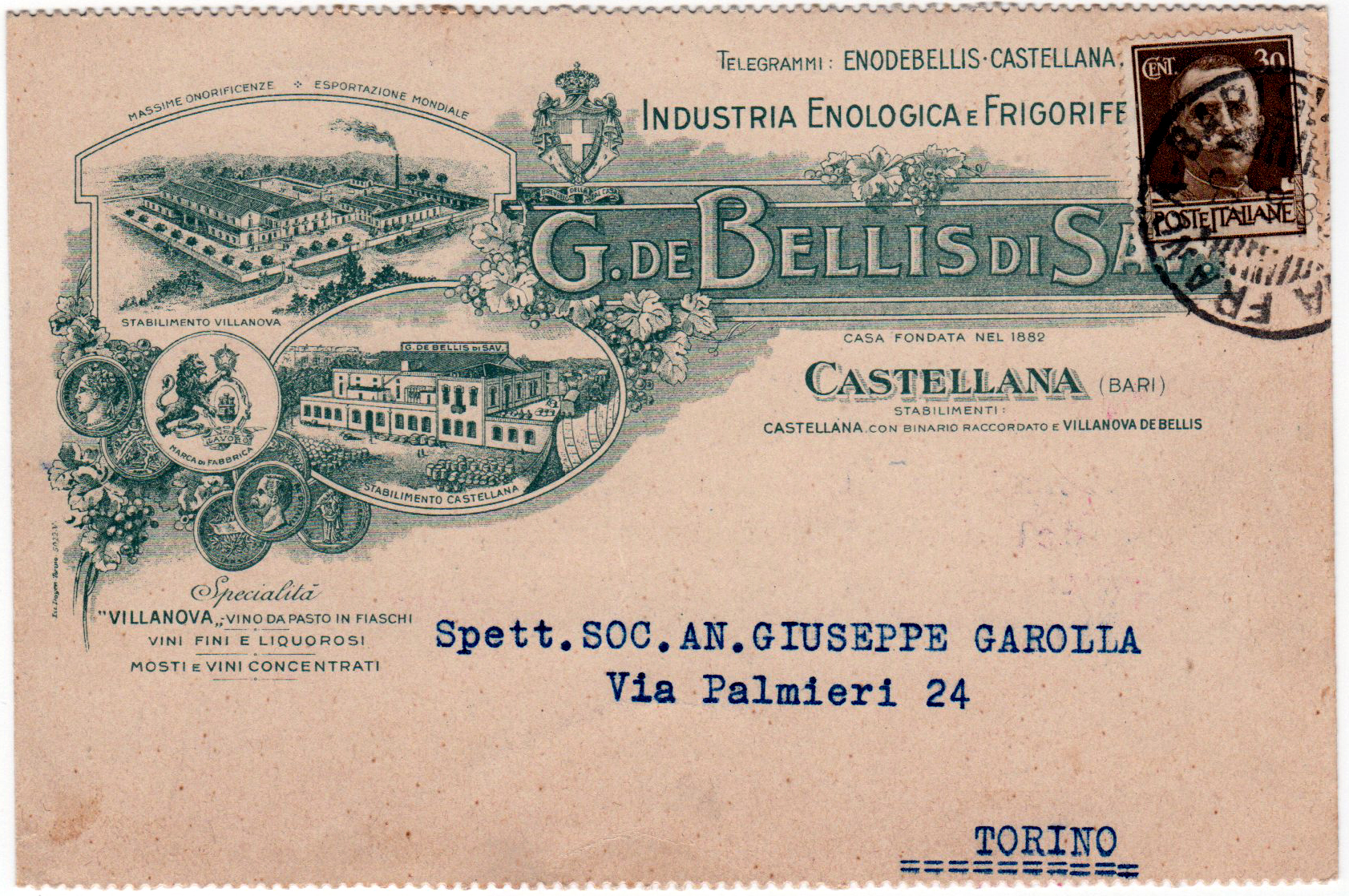
Cartolina promozionale dell'industria enologica G. De Bellis di Sav. raffigurante lo stabilimento di Villanova (oggi Triggianello)

Buona parte delle case costruite furono vendute agli stessi operai della fabbrica vitivinicola, che accettarono una trattenuta sulla paga sino al completo riscatto.
Diversi furono gli sforzi del De Bellis e della sua famiglia per far sì che Villanova avesse la sua stazione ferroviaria sulla linea in costruzione negli ultimi anni dell'Ottocento. La ferrovia locale, in particolare la tratta Bari – Putignano inaugurata il 12 agosto del 1900, avrebbe consentito maggiore facilità nelle esportazioni. Il dissidio nato con le autorità locali, determinò la decisione da parte dei De Bellis di costruire un nuovo stabilimento vitivinicolo nelle immediate vicinanze della stazione ferroviaria di Castellana.
A Villanova tentò anche l'allevamento del baco da seta, impresa che però non produsse gli effetti sperati .

### L'ultima impresa, la fabbrica di calce
Nel 1906, con lo scopo di voler diversificare ulteriormente gli investimenti, Saverio De Bellis costruì una fabbrica per la produzione della calce. Anche questa fu tra le prime a nascere nell'intera Regione Puglia.

## Gli ultimi anni
Dopo aver costruito e condotto ben sette fabbriche, Saverio De Bellis dedicò gli ultimi anni della sua vita alla beneficenza e alla sua Castellana. A lui si deve la costruzione di ben tre strutture dedicate al disagio sociale: un orfanotrofio, l'ospedale ed una struttura di ricovero per poveri (asilo di mendicità). Strutture da lui costruite e arredate.

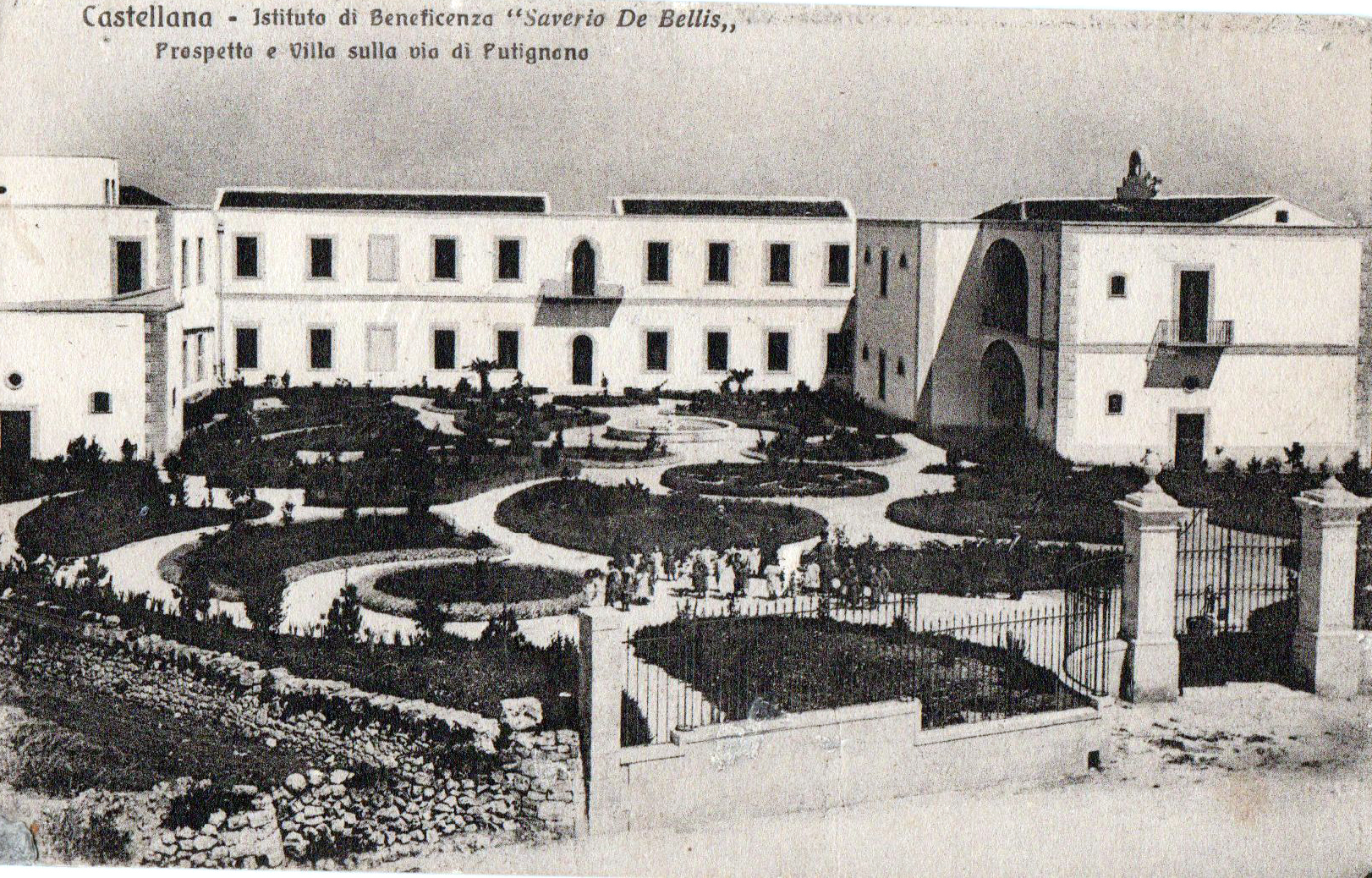
Istituto di Beneficenza Saverio De Bellis oggi sede della Fondazione ONLUS Saverio De Bellis

A lui si deve inoltre la copertura ceramica della cupola del Santuario di “Maria SS. della Vetrana” e la cappella mortuaria del Santissimo sita nel cimitero di Castellana Grotte.

## La Fondazione ONLUS Saverio De Bellis e l'ospedale ai giorni nostri
Le strutture donate dal De Bellis a fini benefici al suo paese sono ancora oggi esistenti ed operative. Il 3 giugno del 1906 fu inaugurato il ricovero per poveri ed orfanotrofio. A lui è intitolata la Fondazione ONLUS Saverio De Bellis che oggi dispone dei locali del ricovero. Oggi è sede di una comunità educativa per minori, del centro socio – educativo diurno ed una comunità alloggio per gestanti e madri con figli a carico.
L'ospedale posto in una struttura adiacente alla fondazione, negli anni poi divenuto IRCCS (Istituto di Ricovero e Cura a Carattere Scientifico), porta sempre il nome di Saverio De Bellis ed attualmente è sito in Via Turi a Castellana Grotte. Nella struttura originaria di Via Francesco Valente è stata di recente creata invece una casa della salute.

## Riconoscimenti ed onorificenze
I riconoscimenti arrivarono con la vecchiaia. Fu tra i primi ad essere nominato da Vittorio Emanuele III Cavaliere della Corona d'Italia con decreto del 3 Giugno 1884. Il 16 Giugno del 1904 fu nominato Cavaliere al Merito del Lavoro nel settore industriale.